# Lanark
Pour les articles homonymes, voir Lanark (homonymie).
Lanark (Lannraig en gaélique écossais (gd) ; Lanrikest en scots (sco)) une ville d'Écosse, située dans le council area du South Lanarkshire et dans la région de lieutenance et ancien comté du Lanarkshire. De 1975 à 1996, elle était la capitale administrative du district de Clydesdale (originellement appelé Lanark), au sein de la région du Strathclyde. Lanark a une longue histoire, de vieilles traditions, et quelques parcs et bâtiments remarquables. En tant que ville de la Central Belt, Lanark est très bien desservie, dispose de lignes de car et est reliée par le train à Glasgow. Il y a peu d'industrie à Lanark. Les commerces servent la communauté agricole locale et les villages environnants. Il y a un grand marché de vente aux enchères à la périphérie de la ville. Certains résidents se rendent quotidiennement à Glasgow et à Édimbourg pour y travailler.

## Histoire
La municipalité historique de Lanark fut le lieu de la première réunion du parlement écossais en 978.
Lanark a été une ville commerciale importante depuis le Moyen Âge. Le roi David Ier en fait une municipalité royale en 1140, lui donnant certains privilèges marchands concernant le gouvernement et l'imposition. Le roi David Ier était conscient qu'encourager le commerce engendrerait la prospérité. Il entreprit la création de nouvelles villes à travers l'Écosse. Véritables centres de civilisation normande dans un pays en grande partie celtique, elles furent établies de façon à encourager le développement du commerce dans leur secteur. Ces nouvelles villes furent appelées municipalités. En France, les bastides ont été établies dans le même but.
En 1297, la victoire de William Wallace sur la garnison anglaise déclenche la première guerre d'indépendance de l'Écosse.
Après qu'un lieu a été choisi pour une nouvelle ville, les géomètres royaux décidaient d'un emplacement pour le marché. On accordait à chaque négociant s'établissant à la ville une parcelle de terre [avec habituellement un loyer gratuit pendant les premières années] aux abords du marché. Ces parcelles de terrain étaient toutes de la même taille, bien que la taille diffère selon les municipalités. À Forres chaque parcelle mesurait 24,10 pieds de large et 429 pieds de longueur. La disposition des parcelles à Lanark peut encore être facilement observée entre le côté nord de la grand-rue de Lanark l'ancien marché et North Vennel, une ruelle à l'arrière des parcelles. Un château a été également construit au fond de Castlegate.

## Personnalités
- Gavin Hamilton (1723-1798), peintre néo-classique écossais.
- Robert McQueen, Lord Braxfield (1722-1799), juge écossais.
- Colin McRae (1968-2007), Pilote de Rallye